# エルコレ2世・デステ
エルコレ2世・デステ （Ercole II d'Este, 1508年4月5日 - 1559年10月3日）は、フェラーラ、モデナ＝レッジョ公、フェラーラ公。アルフォンソ1世・デステと2度目の妃ルクレツィア・ボルジアの長男として生まれた。ローマ教皇アレクサンデル6世の孫、チェーザレ・ボルジアの甥に当たる。

## 生涯
1528年にフランス王女ルネ（イタリア語名：レナータ・ディ・フランチア）と結婚。彼女は義兄フランソワ1世から莫大な持参金と年金をもらっていた。彼女はフェラーラ宮廷の伝統になっている科学や芸術のパトロンとしての役割を担い、ベルナルド・タッソやフルヴィオ・ペレグリーニ・モラトを招聘した。
1534年10月に父の死により公位を継承すると、公妃レナータの持ち込んだフランス文化が支配的で高くつくことから宮廷を反フランスに塗り替えてしまった。また、エルコレ2世はレナータがジャン・カルヴァンと文通しており、プロテスタントへの改宗が疑われることから、妻を異端の疑いで拘束し宗教裁判にかけた。外圧に逆らえない夫により、1554年にレナータは懺悔させられ、身柄は拘束されたままだった。
エルコレ2世は1556年にローマ教皇パウルス4世・フランスと同盟しスペインと戦った。また、弟のイッポーリト枢機卿（ティヴォリ近郊にヴィラ・デステを建設した）同様、芸術のパトロンであった。

## 子女
- アンナ（1531年 - 1607年） - ギーズ公フランソワの妻。死別後、ヌムール公ジャック・ド・サヴォワと再婚。
- アルフォンソ2世（1533年 - 1597年）
- ルクレツィア（1535年 - 1598年） - ウルビーノ公フランチェスコ・マリーア2世・デッラ・ローヴェレと結婚。
- エレオノーラ（1537年 - 1581年）
- ルイージ（1538年 - 1586年） - 枢機卿